# Parco dell'Adda Nord
Il parco dell'Adda Nord è un'area naturale protetta che comprende i territori di pianura attraversati dal fiume Adda, a valle del ramo lecchese del Lario. In questa parte il fiume si snoda all'interno di un paesaggio dalle caratteristiche ambientali uniche. Il parco venne istituito nel 1983 e ha una superficie di 5580 ettari.
Nell'ambito del parco sono presenti testimonianze interessanti di ingegneria idraulica del secolo XIX tra le quali i navigli e le chiuse di Leonardo a Trezzo. Fra le opere di ingegneria civile è notevole il ponte di ferro di Paderno - Calusco.
Per l'archeologia industriale un esempio di intervento urbanistico legato alla industrializzazione ottocentesca è il villaggio operaio di Crespi d'Adda, ora patrimonio dell'UNESCO. Notevoli anche le quattro storiche centrali idroelettriche sull'Adda; partendo da nord troviamo: la Centrale idroelettrica Semenza a Calusco d'Adda (Bg), la Centrale Bertini e la Esterle entrambe a Porto di Cornate d'Adda (Mb) ed infine la Taccani a Trezzo sull'Adda, (Mi).
La sede del parco si trova a  Villa Gina a Concesa, frazione del comune di Trezzo.

## Territorio

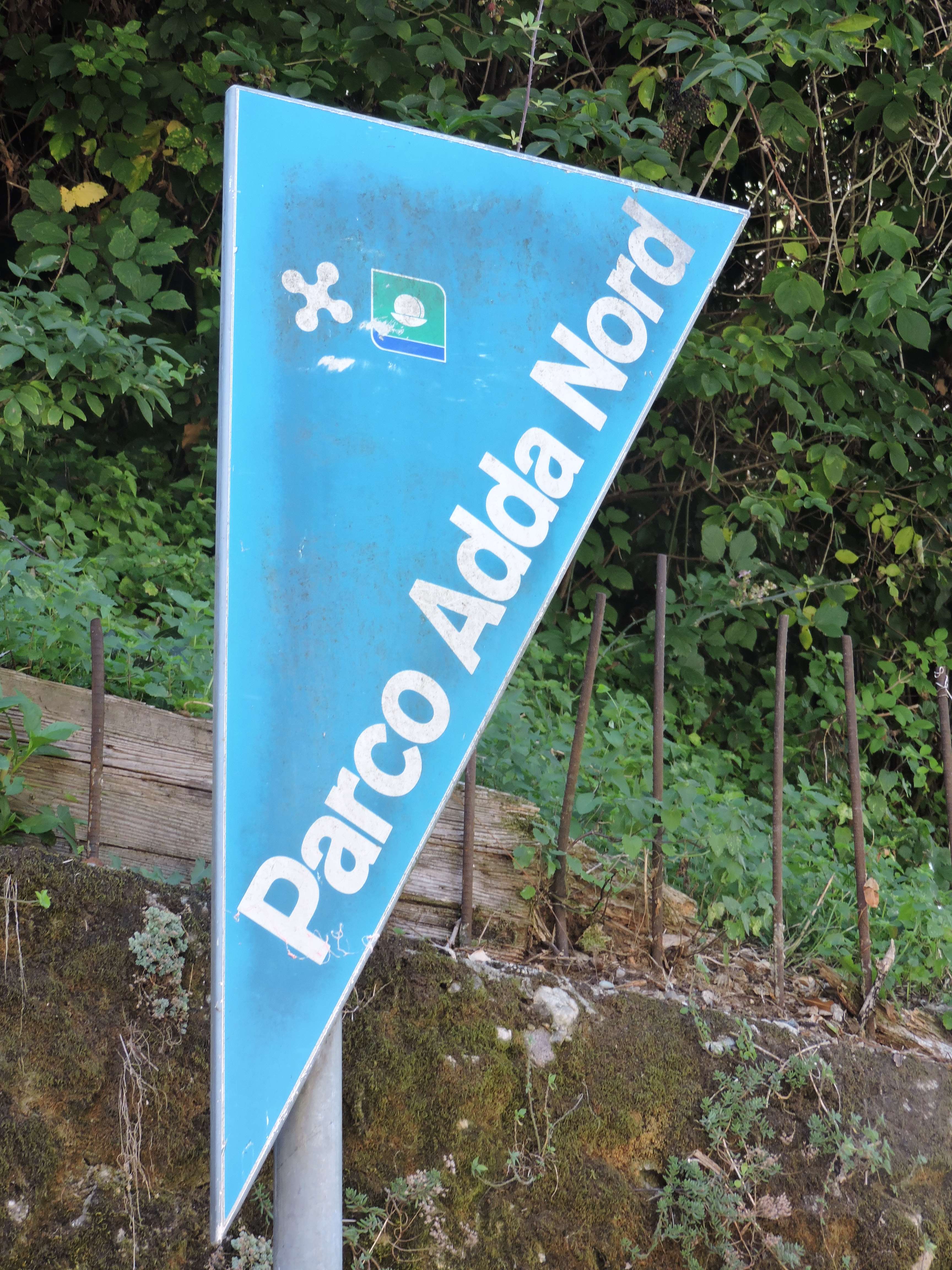
Pannello ai limiti del parco

Il territorio è percorso dal fiume Adda, creatosi in seguito al ritiro del ghiacciaio che nel quaternario scendeva dalle Alpi fino alla pianura. Grazie ad esso oggi il parco si presenta come un sistema di terrazzi fluvio-glaciali. Il territorio è composto da argille rosso-giallastre e da banchi conglomerici di ceppo che sono stati erosi dallo scorrere del fiume e hanno creato alte pareti rocciose. I depositi di epoca più recente sono costituiti da materiale ghiaioso e sabbioso.

Nell'area del Parco sono incluse le seguenti zone speciali di conservazione (ZPS):
- Lago di Olginate, IT2030004[1]
- Palude di Brivio,[2] IT2030005[3]
- Il Toffo,[4] IT2030008[5]
- Oasi Le Foppe,[6] IT2050011[7]

## Flora
Tre sono gli ambienti che si possono ritrovare all'interno del parco: zone umide, ambienti boscosi e ambienti palustri.
Il territorio del parco presenta una serie di zone umide di grande importanza tra cui le più famose sono il canneto dell'isola della Torre e l'isolone del Serraglio, che insieme costituiscono una zona acquitrinosa sita presso Brivio e vasta 2,65 km2. Queste zone umide sono i resti del vasto manto boscoso che fino al secolo scorso ricoprivano la Pianura Padana e che, a causa dell'attività umana di disboscamento, sono scomparse. Il manto boscoso dove si trovano le specie arboree dal fusto alto come ontani neri, platani, betulle, pioppi, salici e querce è dominato da ceduo. Nelle aree paludose si trovano fiori d'acqua: la ninfea, il giglio selvatico giallo, il mughetto e fiori delle famiglie di veronica a spiga.

## Fauna
Nelle aree paludose si trovano le specie anfibie e volatili: la raganella, la rana temporaria dal colore brunasco e la rana verde, i cigni, le anatre, i germani reali, l'airone cinerino e le cornacchie grigie.

## Caratteristiche
Le maggiori opere di ingegneria idraulica sono le chiuse di Leonardo, il ponte di Paderno d'Adda e il villaggio di Crespi d'Adda. Al suo interno è stato allestito l'ecomuseo di Leonardo.